# Каульбах, Вильгельм фон
Вильгельм фон Каульбах (нем. Wilhelm von Kaulbach; 15 октября 1805, Арользен, Гессен — 7 апреля 1874, Мюнхен, Бавария) — немецкий художник, рисовальщик и живописец, один из наиболее значительных представителей академического направления в немецком искусстве периода историзма второй половины XIX века. Работал в жанрах портрета и исторической живописи, а также в области монументальных росписей и книжной иллюстрации.

## Биография

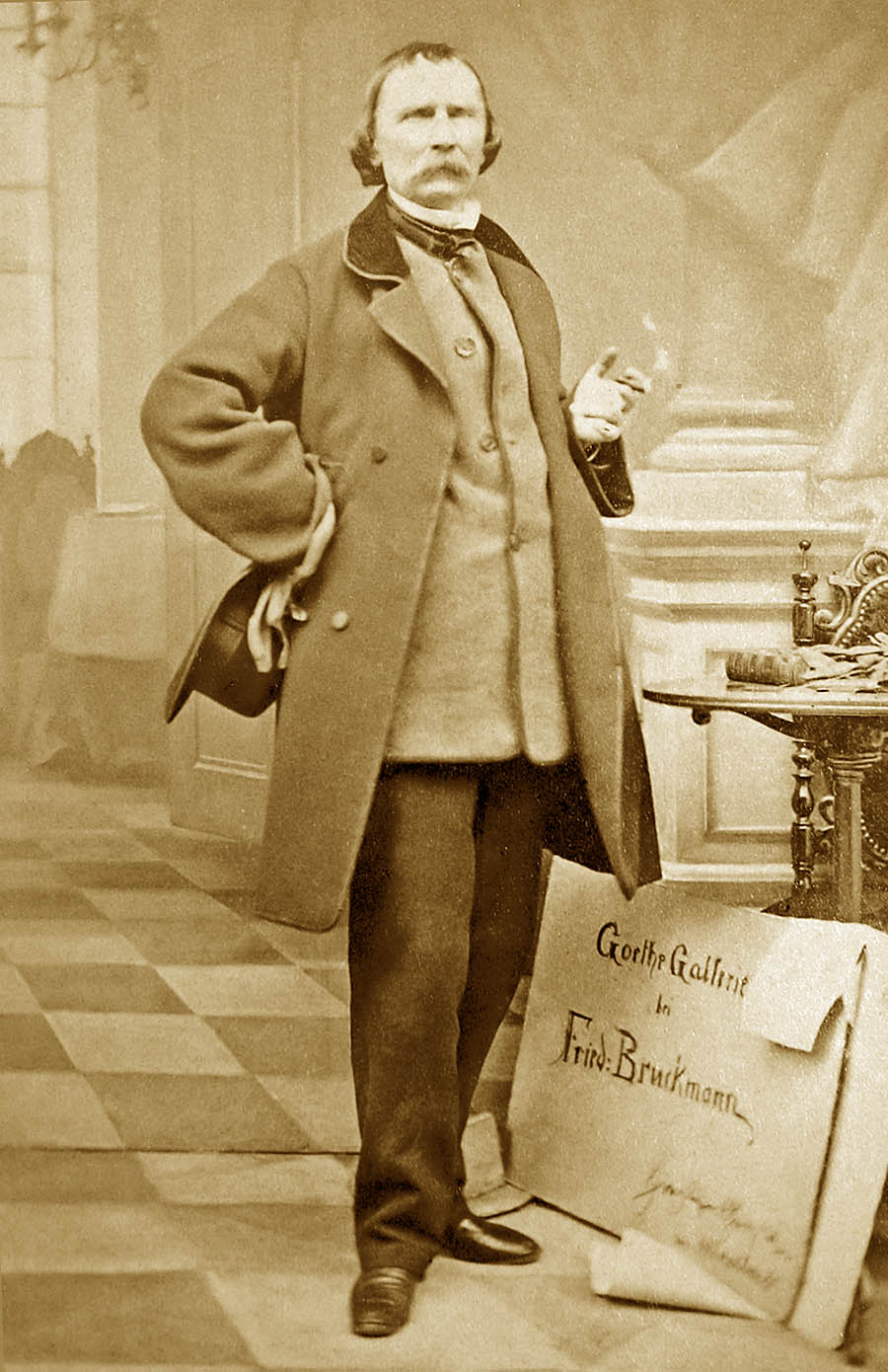
Вильгельм фон Каульбах. Фотография Фридриха Брукмана. Мюнхен 1864 год. Из собрания Яна Вайерса, Голландия

Вильгельм Каульбах был третьим из четырёх детей Филиппа Карла Фридриха Каульбаха (1775—1846) и его жены Терезы, урожденной Энгельбрахт. Отец получил образование мастера-ювелира, чеканщика, гравёра на меди и живописца. В 1816 году семья переехала в Мюльхайм-ан-дер-Рур, где Филипп Карл Фридрих сначала устроился гравёром на текстильную фабрику, а затем перебивался случайными заработками и частными уроками рисования, поэтому детство Вильгельма Каульбаха было отмечено бедностью.
В 1821 году Вильгельм поступил в Дюссельдорфскую академию художеств и обучался у Петера фон Корнелиуса, но был изгнан за студенческую драку, позднее, в 1826 году последовал за Корнелиусом в Мюнхен и в течение некоторого времени учился в Мюнхенской академии изобразительных искусств. В 1831 году Каульбах женился на дочери мюнхенского коммерсанта Жозефине Сатнер (1809—1896). У них было четверо детей, три дочери и сын, будущий художник Герман фон Каульбах. В 1835 году, после смерти первой дочери и в трудный период художественного творчества, Каульбах предпринял поездку в Италию, которая привела его в Венецию. Там он создал большое количество рисунков и эскизов на темы итальянской природы. В 1837 году король Баварии Людвиг I назначил Каульбаха придворным художником. В 1838—1839 годах Каульбах снова был в Италии, на этот раз в Риме.
С 1845 года он много раз останавливался в Берлине, в связи с работами для короля Пруссии Фридриха Вильгельма IV по росписи вестибюля Нового музея в Берлине. В это же время он приобрел виллу в Мюнхене у Английского сада (здание не сохранилось).
В 1849 году Вильгельм фон Каульбах был назначен директором Мюнхенской академии изобразительных искусств (среди его учеников были Густав Адольф Гольдберг и Жак Альфред ван Мюйден), он также был почётным членом академий Берлина, Дрездена и Брюсселя. В 1870 году был избран в Американскую академию искусств и наук. Каульбах был кавалером Баварского ордена Максимилиана за достижения в науке и искусстве и прусского ордена Pour le Mérite («За заслуги»).
Каульбах умер во время эпидемии холеры в Мюнхене в 1874 году. Похоронен на Старом южном кладбище Мюнхена.
Вильгельм фон Каульбах стал основателем известной художественной династии. Художниками стали сын Вильгельма фон Каульбаха — Герман фон Каульбах (1846—1909), его племянник и ученик — Фридрих Вильгельм Каульбах (1822—1903), а также сын Фридриха Вильгельма — Фридрих Август фон Каульбах (1850—1920).

## Творчество
К первым самостоятельным работам Вильгельма фон Каульбаха в Мюнхене относятся плафон «Аполлон и музы» в Одеоне (концертный зал на Одеонсплац), фрески в аркадах Хофгартена (дворцового сада в центре города), шестнадцать фресок на темы из истории Амура и Психеи во дворце герцога Максимилиана (1831; ныне в музыкальном отделе Баварской государственной библиотеки), несколько картин на темы стихотворений Фридриха Готлиба Клопштока в «Кёнигсбау» (Королевском дворце на Макс-Йозеф-плац).
Однако Вильгельм фон Каульбах мечтал о создании монументальных произведений, отражающих драматические события германской и мировой истории. К ним относятся иллюстрации к «Преступнику из-за потерянной чести» и «Дому умалишённых» Фридриха Шиллера. Архитектор Лео фон Кленце, предложил Каульбаху романтический сюжет битвы с призраками. В 1834 году картон был закончен, и польский коллекционер граф Эдвард Александр Рачиньский поручил художнику написать картину.
Росписи Нового музея в Берлине
Успешные работы обеспечили художнику имя и известность по всей Германии, благодаря чему прусский король Фридрих Вильгельм IV поручил Каульбаху росписи стен вестибюля (парадной лестницы) здания Нового музея в Берлине. Вестибюль имеет длину 38 метров, ширину 15,7 метра и высоту 20,2 метра, парадная лестница объединяет два этажа, что делает вестибюль самым большим помещением музея. Фридрих Вильгельм IV сам составлял программу росписей, привлекая генерального директора Королевских музеев Игнаца фон Ольферса, а также Александра фон Гумбольдта, Фридриха Шеллинга и других интеллектуалов того времени.
Основная идея программы росписей нового здания сложилась под влиянием гегелевской философии истории и общего мировоззрения периода историзма в литературе и живописи. Она заключалась в том, чтобы по аналогии с библейскими шестью днями Творения представить шесть главных поворотных моментов мировой истории. Между королем и художником возникла многолетняя дискуссия о том, какие моменты мировой истории должны быть изображены. В результате возникло шесть программных сюжетов: «Вавилонская башня» (Вавилонское столпотворение), «Гомер и греки» (Победа греков при Саламине), «Разрушение Иерусалима Титом», «Битва гуннов», «Крестоносцы у стен Иерусалима», «Эпоха Реформации» (в разных источниках названия различаются). Композиции составляли фриз около 75 метров в длину, опоясывающий верхний ярус вестибюля. Ширина отдельных картин составляла около 7,5 метра, высота 6,7 метра. Основная часть работы выполнялась учениками и помощниками Каульбаха по его картонам с 1847 по 1866 год. Росписи (их неверно называют фресками) создавали в особой технике, разработанной Каульбахом: стереохромии — клеевыми (частично восковыми) красками по сухой штукатурке с последующим защитным покрывным слоем слоем жидкого стекла (водным щелочным раствором силикатов натрия), который после застывания образует глянцевую поверхность. Картины в Новом музее были первым широкомасштабным применением этой технологии.
Из созданных Каульбахом композиций наибольшее впечатление своей экспрессией и динамикой производила «Битва гуннов» (Hunnenschlacht). На картине изображена кровавая битва, кипевшая весь день и оставившая на земле лишь нескольких раненых. Сражение продолжилось на небесах, где в центре одной группы — могучий гунн в шлеме с поднятым мечом, а другую группу осеняет крестом летящий ангел. Друг Каульбаха, композитор Ференц Лист, которому показали репродукцию картины, вдохновлённый этим произведением, написал симфоническую поэму No. 11 (1857) с таким же названием.
Работы по оформлению вестибюля затянулись до 1866 года. Каульбах повторял основные композиции в картинах маслом. С картонов росписей были сделаны гравюры, но оригиналы не сохранились. Во время Второй мировой войны, в результате налётов англо-американской авиации 22—23 ноября 1943 года сгорел вестибюль музея и все росписи погибли. В 1945 году советская артиллерия довершила разрушение музея.
Искусство Каульбаха вызывало критику уже у его современников. Вторичность и эклектичность композиций Нового музея стали особенно очевидными в последующее время. Так например, композиция «Эпоха Возрождения», апеллирующая к знаменитой Афинской школе Рафаэля (1510—1511) в Ватикане, вызывает невольное сравнение не в пользу немецкого художника. Российский художник-монументалист А. В. Васнецов писал по этому поводу: «У Каульбаха поштучное изготовление огромного количества деталей: лиц, рук, одежд, складок, которые почти не зависят друг от друга. У Рафаэля каждый мазок соотносится с целым, каждая деталь необходима…». Конечно, замечал Васнецов, «Рафаэлю помогает архитектура, нарисованная на стене в качестве фона для фигур, отчего и межфигурные связи обретают качества выстроенности, архитектоничности. Возможно, что и сравнение двух художников исторически некорректно. В одном случае речь идет о великом мастере цельной и выдающейся эпохи, в другом — о времени, характерном потерей классической традиции и разладом художественного мировоззрения». Тем не менее, при всех историко-художественных изъянах росписи Нового музея, насколько можно судить по гравюрам и живописным репликам, считаются самым крупным памятником западноевропейского монументального искусства XIX века.
Более удачными, однако, считались росписи здания Новой пинакотеки в Мюнхене, порученные Каульбаху по окончании работ в Новом музее Берлина. Композиции отражали современную историю немецкого искусства в связи с проектами короля Баварии Людвига I (не сохранились)).

## Гравюры по несохранившимся росписям Нового музея в Берлине

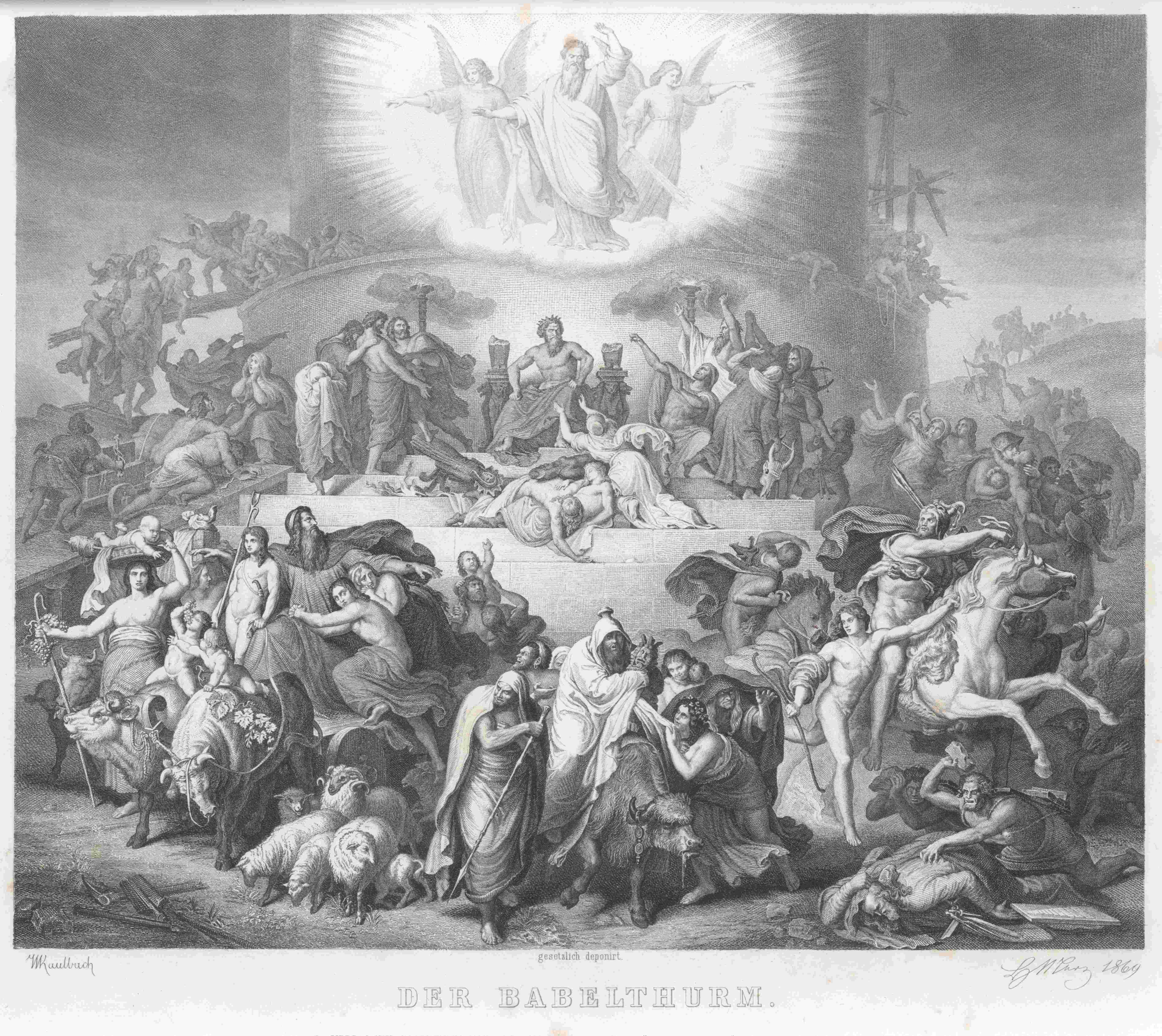
Вавилонская башня
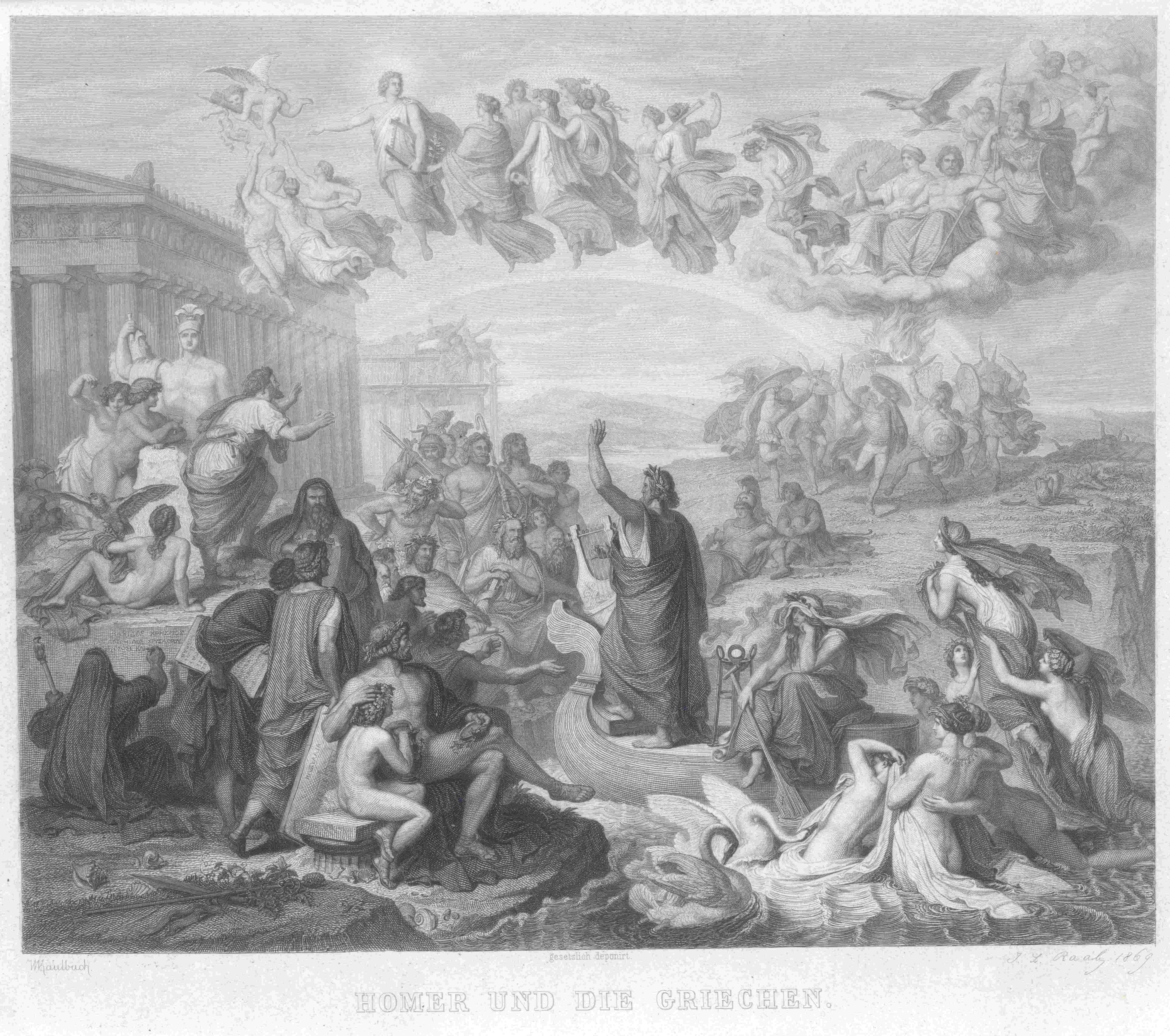
Гомер и греки
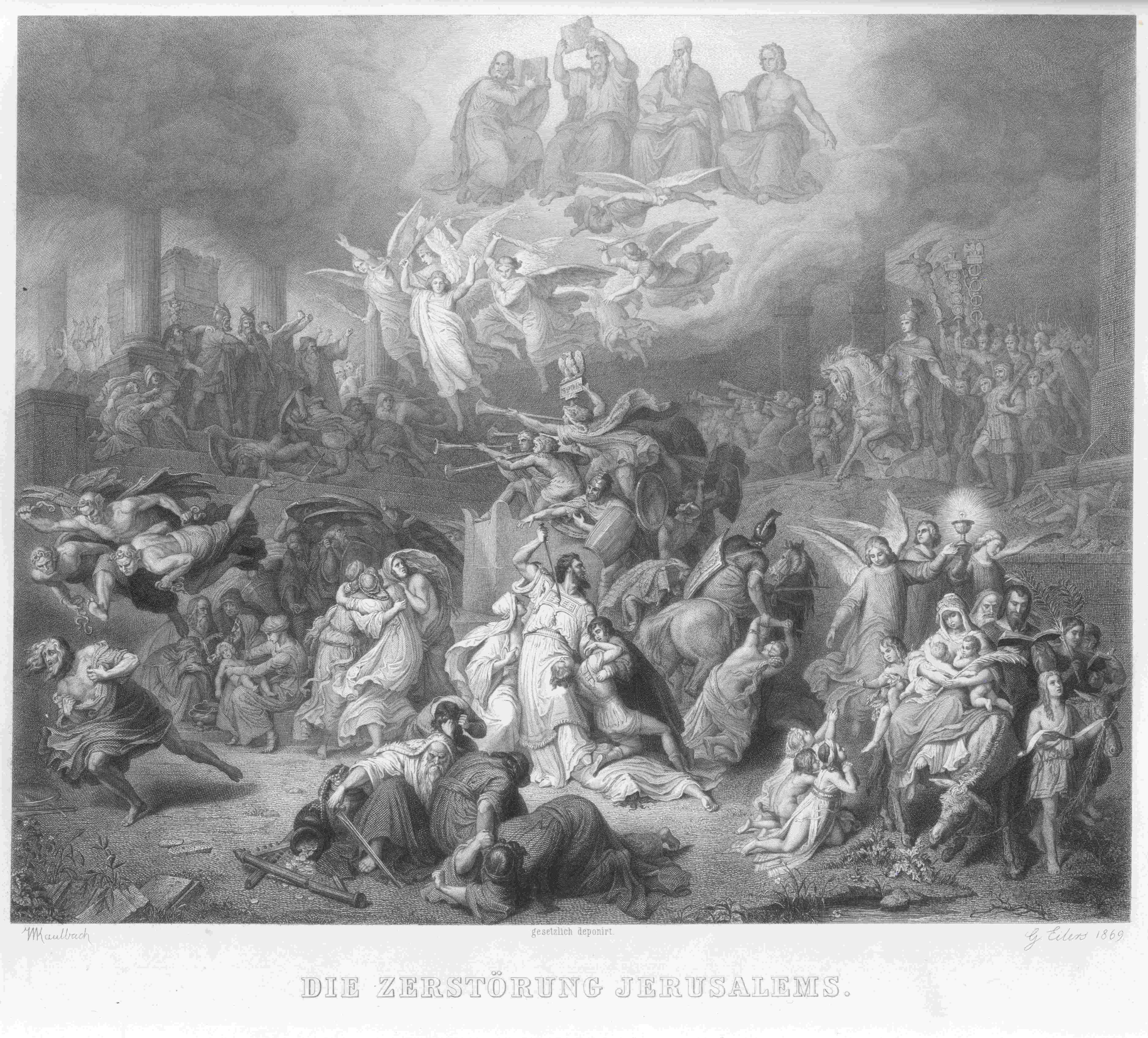
Разрушение Иерусалима Титом
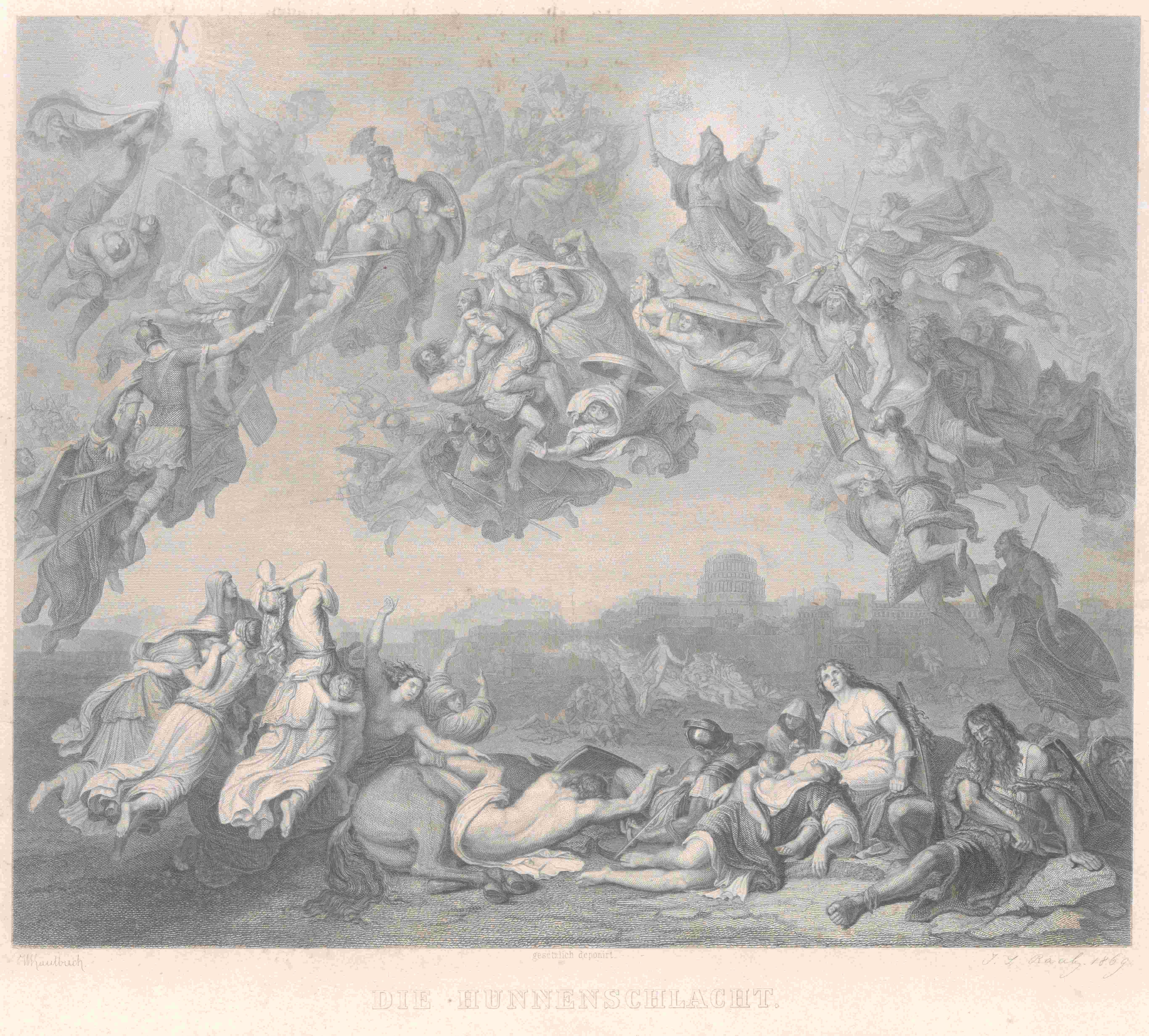
Битва гуннов
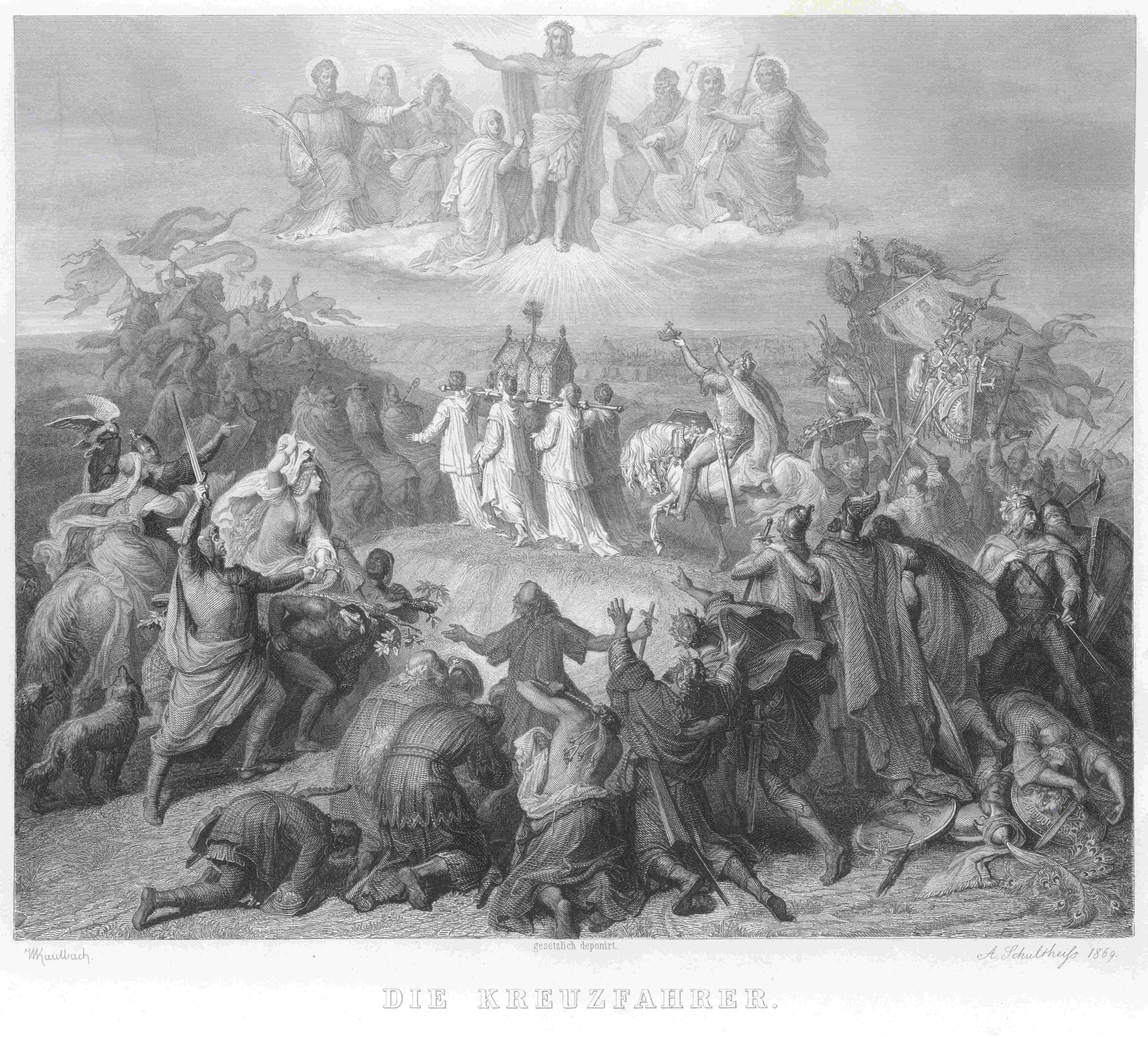
Крестоносцы у стен Иерусалима
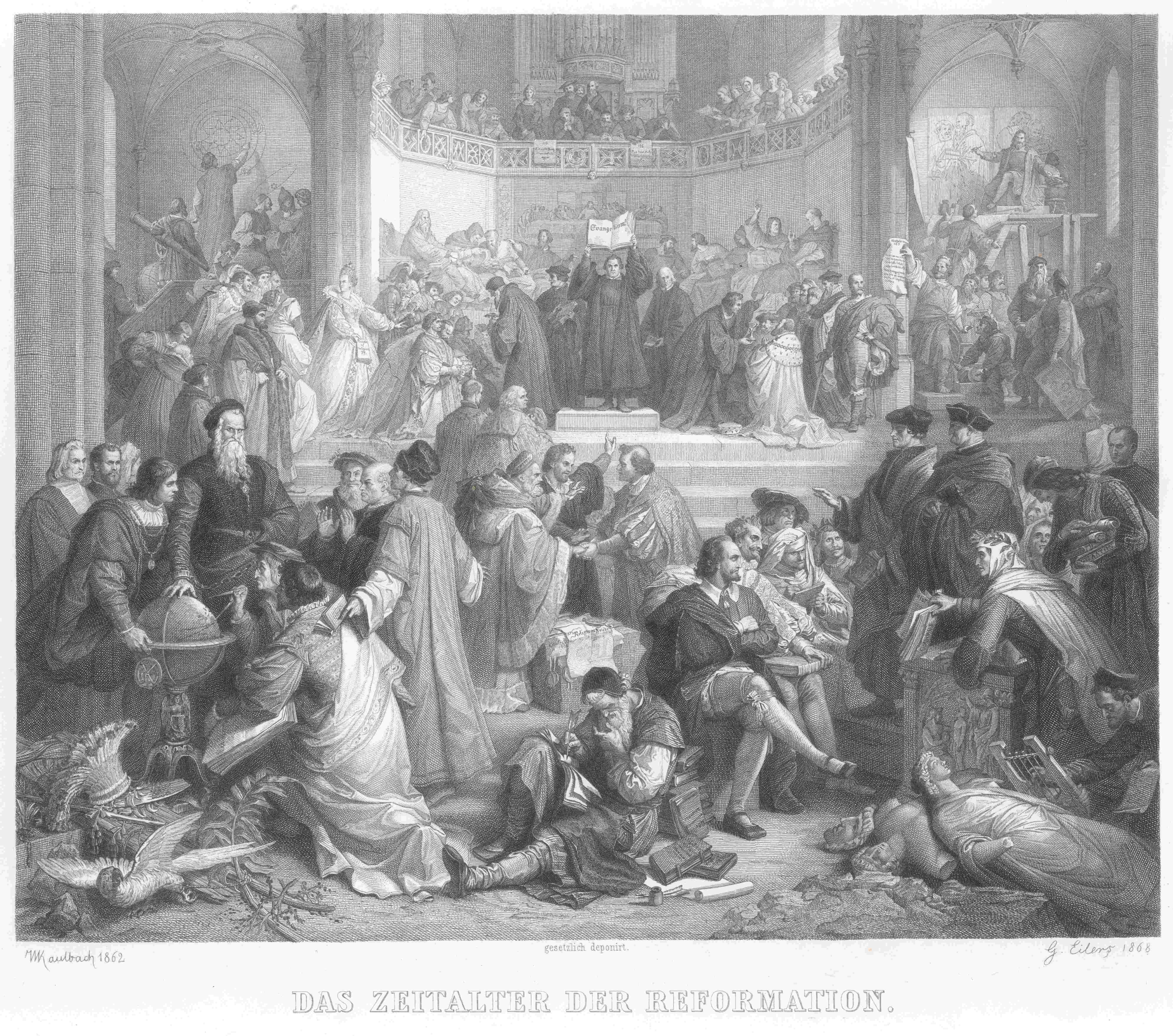
Эпоха Реформации

Другие работы: рисунки, станковая живопись, книжные иллюстрации
Помимо повторений в картинах маслом на холсте композиций для Нового музея Каульбах много работал в разных жанрах станкового искусства: портретной, исторической и пейзажной живописи. Он делал рисунки для гравёров, в том числе для популярных книжных и журнальных изданий. Писал репрезентативные портреты, в том числе короля Людвига I Баварского в образе Великого магистра Ордена Святого Губерта (ок. 1843 г., Баварская государственная коллекция живописи), композитора Франца Листа (1856), актрисы Лолы Монтес (1847).
Каульбах создал росписи в Германском национальном музее в Нюрнберге, на которых изображён император Оттон III у могильного склепа Карла Великого, картину «Битва при Саламине» (1868) для мюнхенского Максимилианеума, «Убийство Цезаря» (рисунок углем), «Нерон», «Пляска смерти» (четыре рисунка) и незаконченный картон композиции «Страшный суд».
Каульбах делал рисунки для иллюстраций к сочинениям И. В. Гёте, драмам Шекспира и Шиллера.
В 1850-х годах началась работа над иллюстрациями к «Галерее Гёте» для издателя Фридриха Брукмана. В 1839 году штутгартский издатель Георг фон Котта поручил художнику проиллюстрировать роман «Рейнеке-лис» Иоганна Вольфганга фон Гёте. Каульбах к 1847 году с большим юмором создал 36 основных рисунков и множество виньеток, которые были награвированы Юлиусом Шнорром, Гансом Рудольфом Раном и Адрианом Шлейхом. Эта работа сделала Каульбаха популярным не только как художника-монументалиста. Известно также, что Каульбах создал по крайней мере одну серию эротических рисунков для короля Баварии Людвига I.

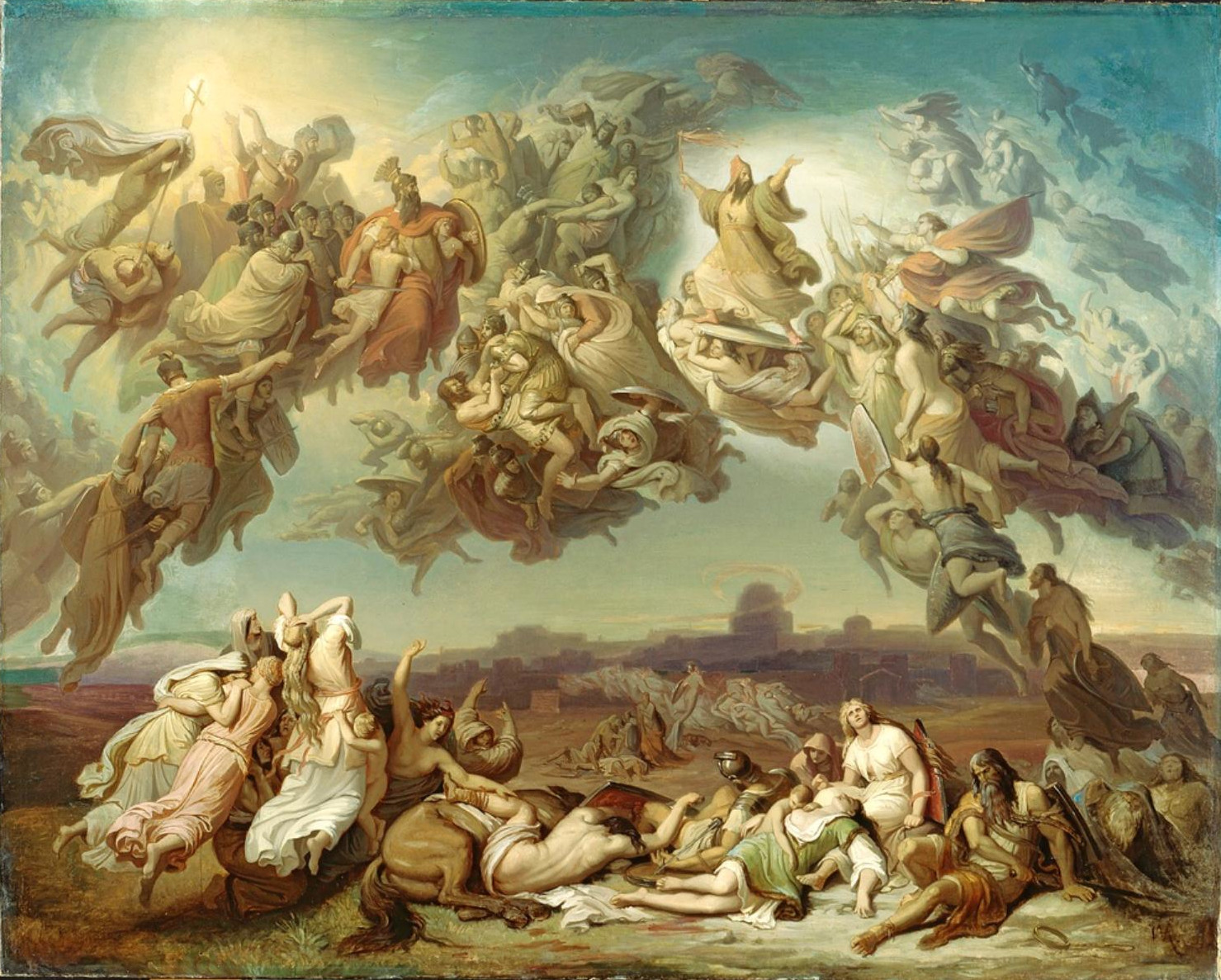
Битва гуннов. Ок. 1850. Новая пинакотека, Мюнхен
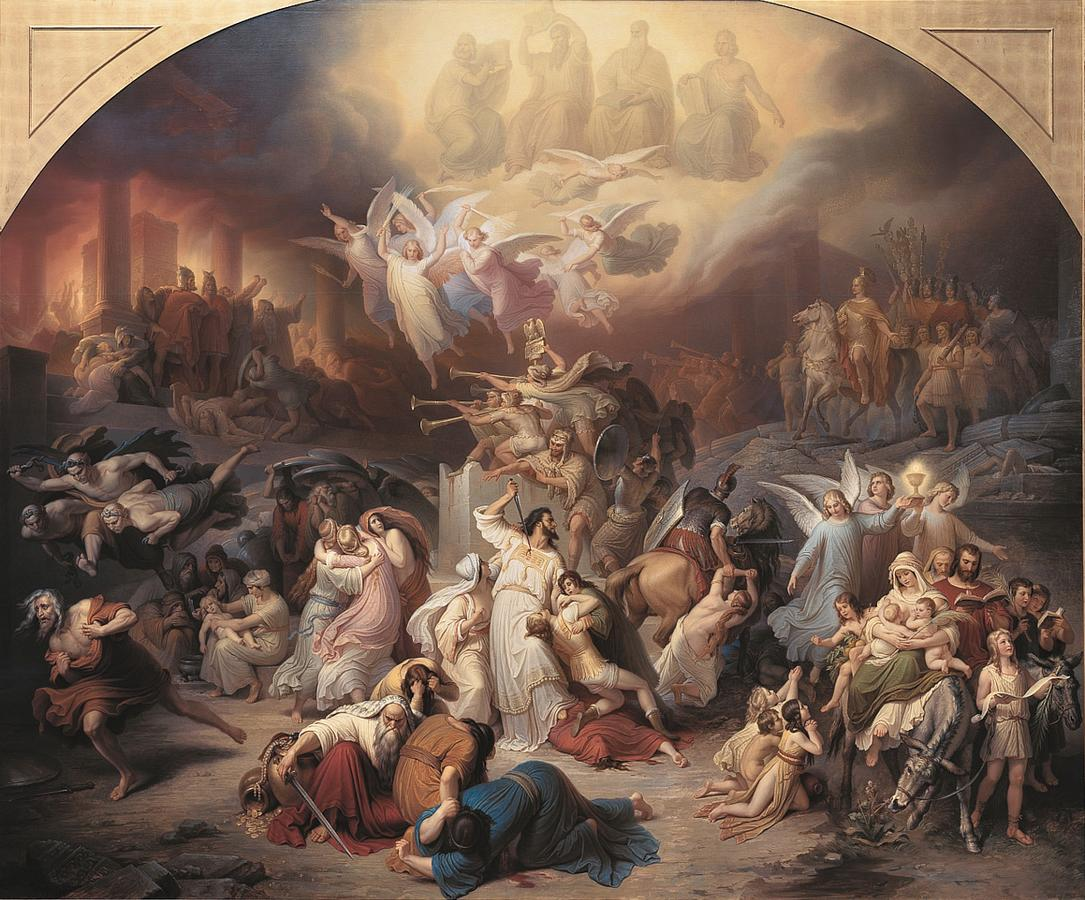
Разрушение Иерусалима Титом. 1846. Новая пинакотека, Мюнхен
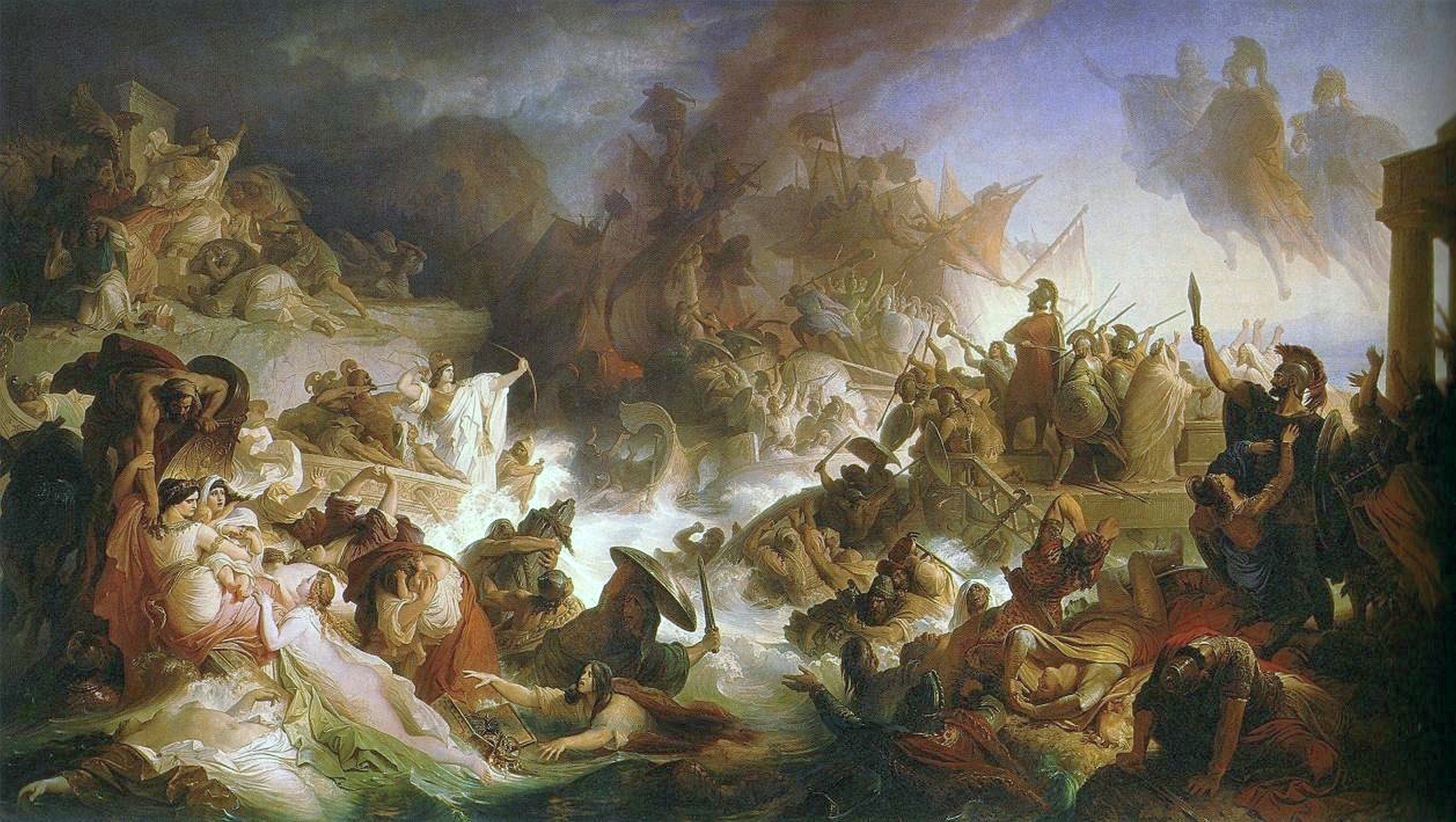
Битва при Саламине. 1868. Максимилианеум. Мюнхен, Зал заседаний Баварского ландтага
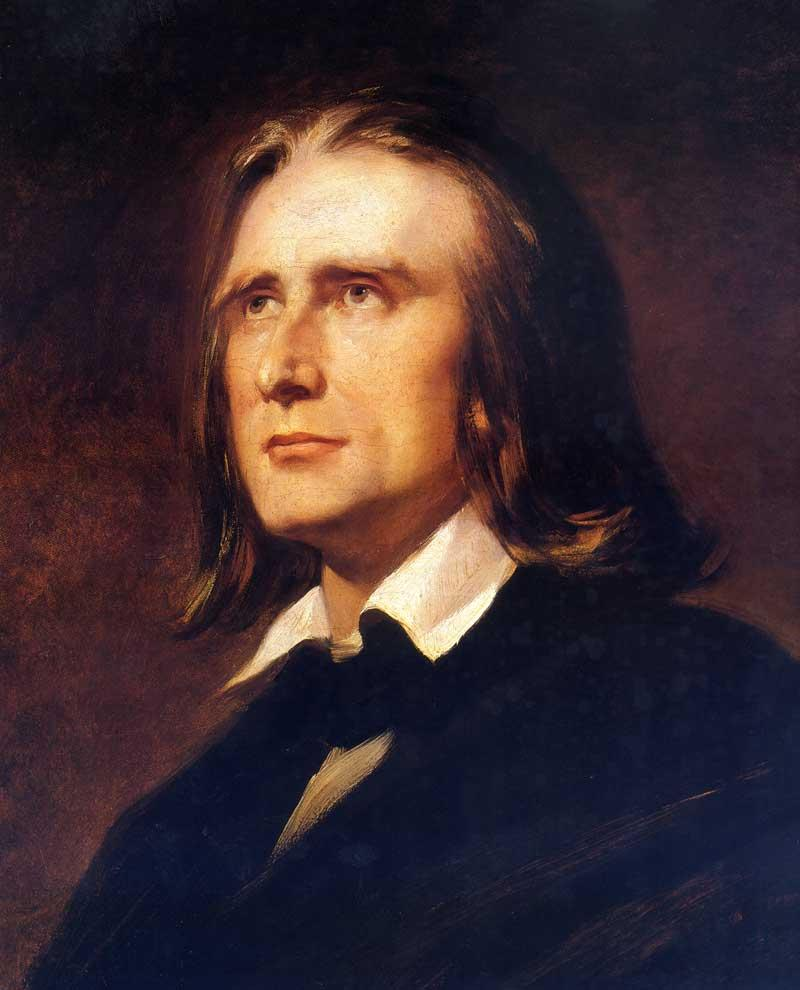
Портрет Ф. Листа. 1856. Будапешт
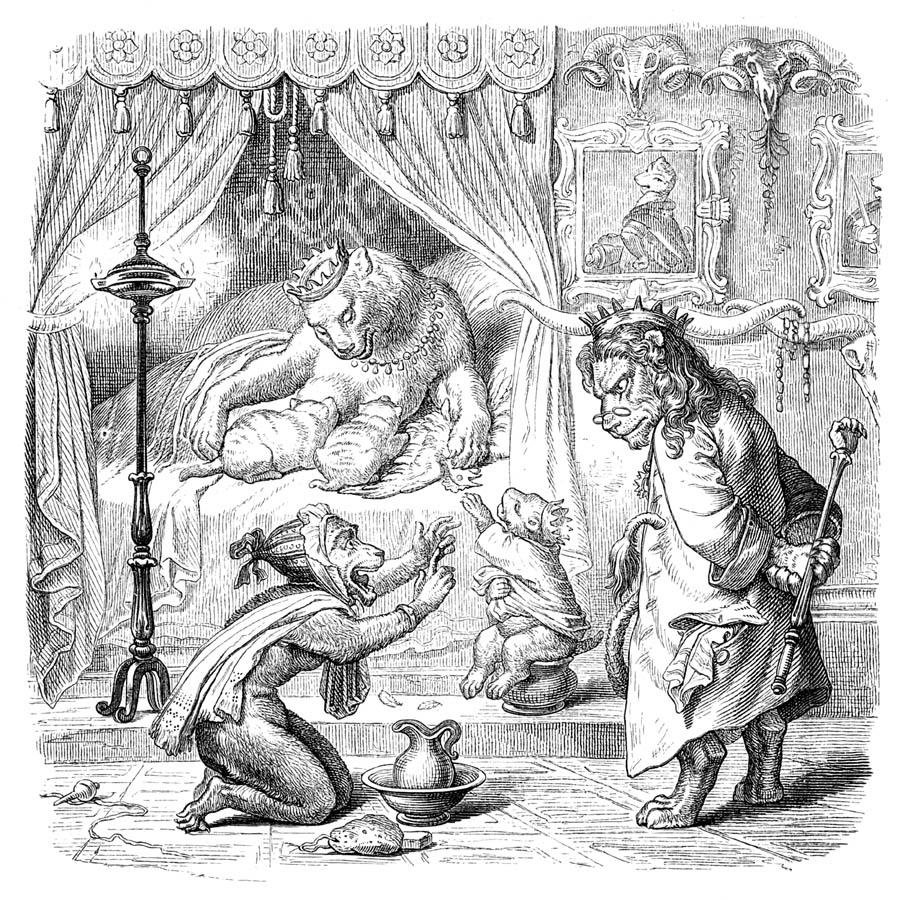
Иллюстрация к изданию «Рейнеке-Лис». 1847
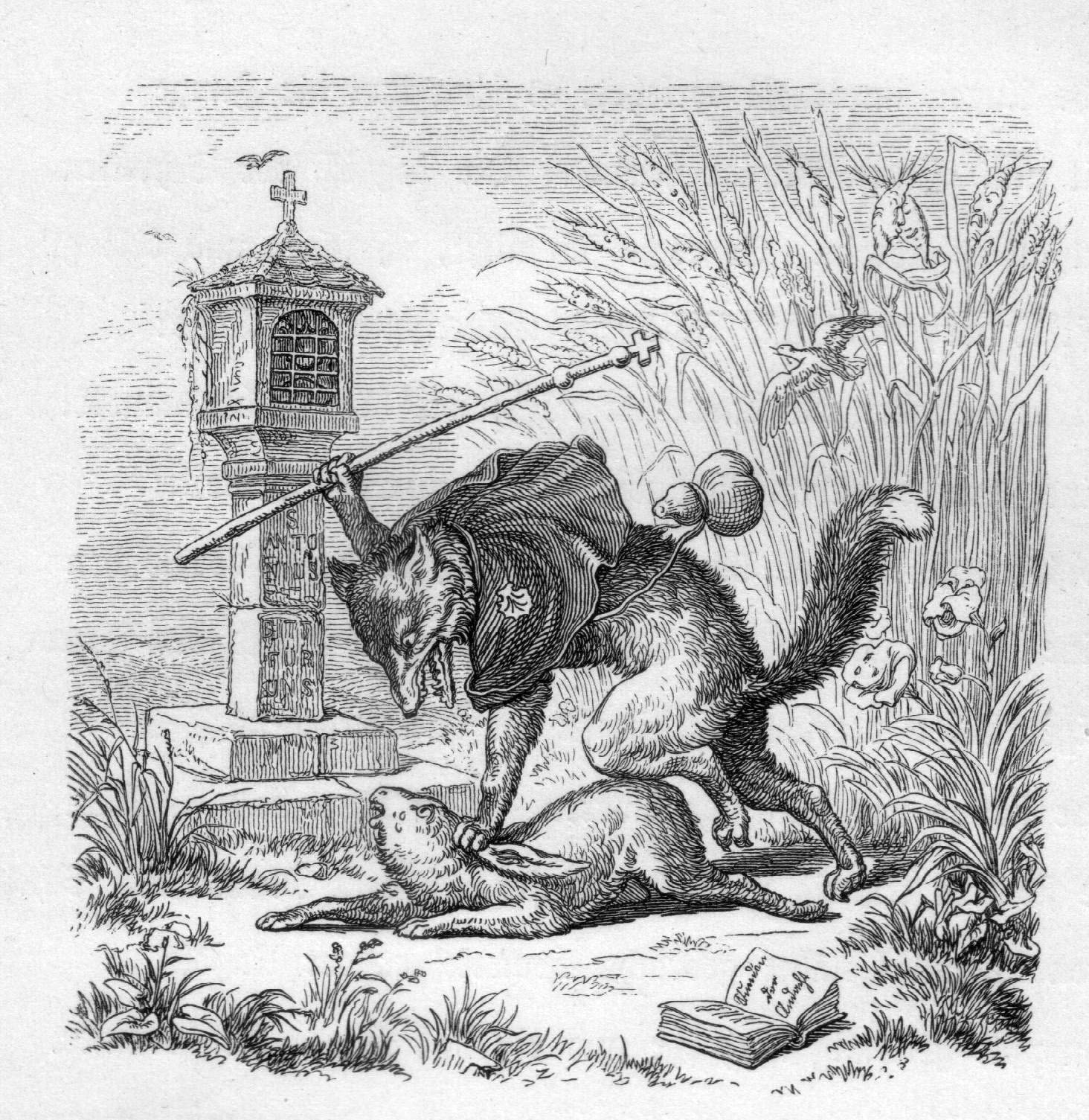
Иллюстрация к изданию «Рейнеке-Лис»
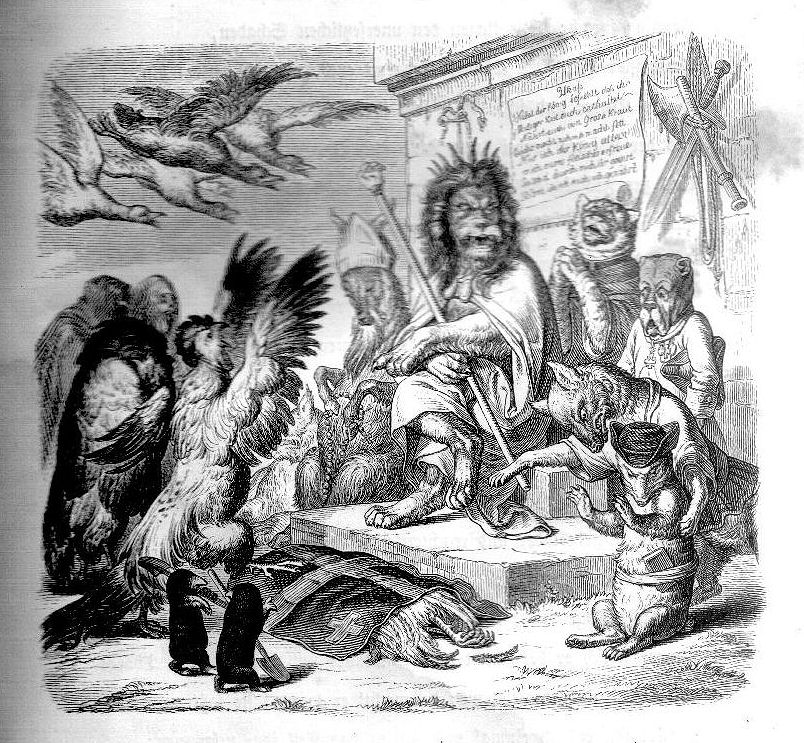
Иллюстрация к изданию «Рейнеке-Лис»